# Norra Virkasjärv
Norra Virkasjärv är en sjö i Ljusdals kommun i Hälsingland och ingår i Ljusnans huvudavrinningsområde. Sjön har en area på 0,203 kvadratkilometer och ligger 550,3 meter över havet.

## Delavrinningsområde
Norra Virkasjärv ingår i det delavrinningsområde (684246-143726) som SMHI kallar för Utloppet av Norra Virkasjärv. Medelhöjden är 558 meter över havet och ytan är 0,58 kvadratkilometer. Det finns inga avrinningsområden uppströms utan avrinningsområdet är högsta punkten. Vattendraget som avvattnar avrinningsområdet har biflödesordning 3, vilket innebär att vattnet flödar genom totalt 3 vattendrag innan det når havet efter 235 kilometer. Avrinningsområdet består mestadels av skog (65 procent). Avrinningsområdet har 0,21 kvadratkilometer vattenytor vilket ger det en sjöprocent på 35,1 procent.